# Bou en corda

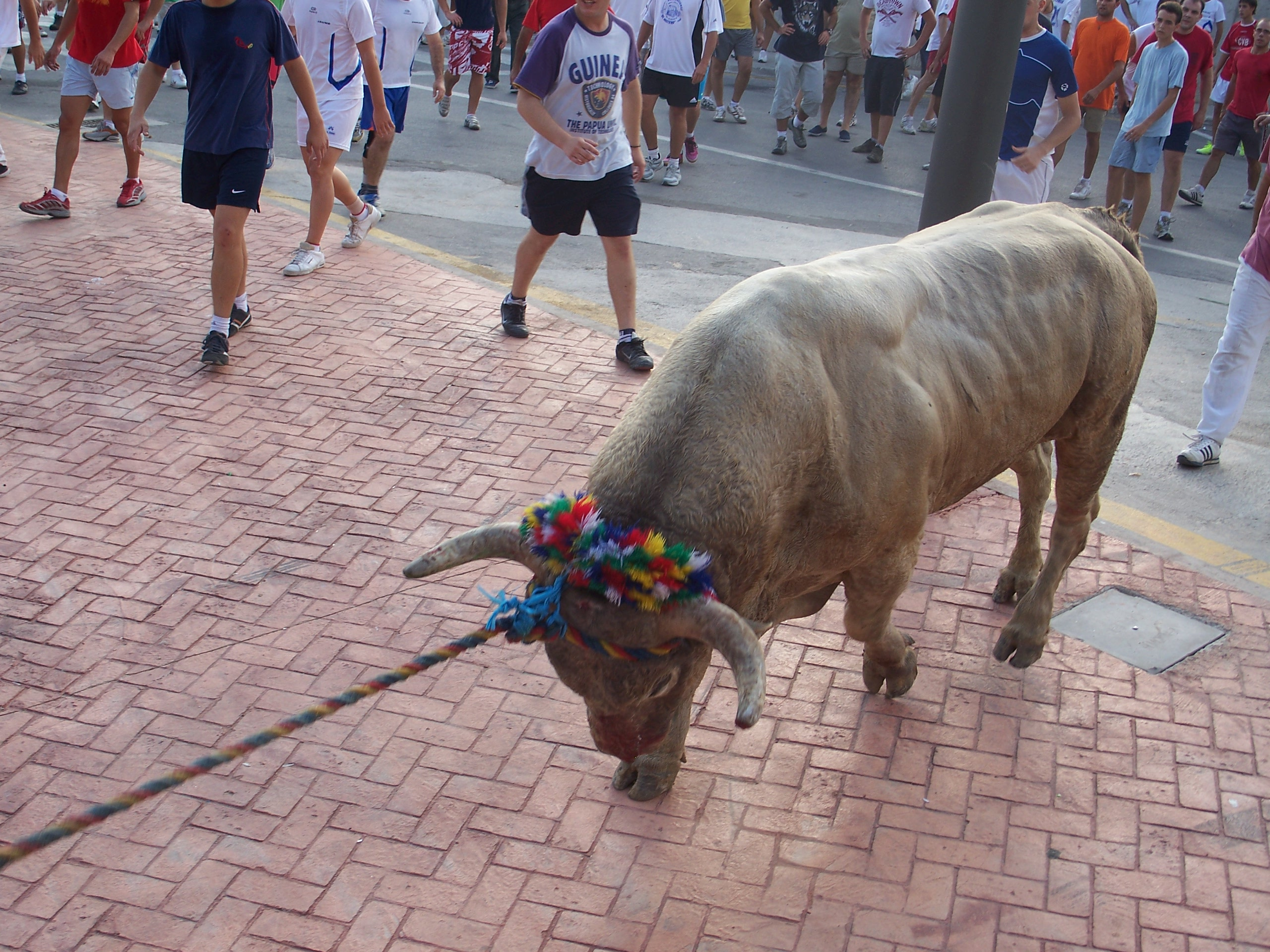
Bou en corda o torico, a Torís

El bou en corda, o Torico de la Cuerda en castellà, és una festa de Torís (Ribera Alta), Xiva, Godelleta (Foia de Bunyol), Borriana (Plana Baixa), Ontinyent (Vall d'Albaida), Vallada (La Costera) i altres pobles de la zona.
La festa és una variant de la tauromàquia mediterrània en què, igual que els bous al carrer o bous a la mar, l'animal no és mort. Consisteix, per tant, a demostrar la valentia dels festers. En aquest cas, l'objectiu és portar el bou, o torico segons el castellà aragonès, per dins de diverses cases del poble, sempre lligat amb una corda.